# Четкідзеебі
Четкідзеебі (груз. ჩეტკიძეები) — село в Грузії.
За даними перепису населення 2014 року в селі проживає 187 осіб.